# Elizabeth Eckford
Elizabeth Eckford (Little Rock, 4 ottobre 1941) è un'attivista statunitense.
Elizabeth Eckford è una dei Little Rock Nine, un gruppo di studenti afroamericani che nel 1957 furono i primi studenti neri a frequentare le lezioni alla Little Rock Central High School a Little Rock, in Arkansas. L'integrazione è il risultato della sentenza Brown contro Board of Education.

## Biografia
Il 4 settembre 1957 Eckford e altri otto studenti afroamericani (conosciuti come i Little Rock Nine) tentarono senza successo di entrare alla Little Rock Central High School, che era stata segregata. Una folla inferocita di circa 400 persone circondarono la scuola con la complicità della Guardia Nazionale.
Quel giorno la quindicenne Elizabeth indossò un vestito in bianco e nero inamidato e si coprì la faccia con occhiali da sole neri. Elizabeth tenne anche il suo libro di scuola in mano. Mentre camminava verso la scuola, Elizabeth venne circondata da una folla di persone e non vide nessuna faccia nera. La folla includeva uomini, donne e adolescenti (studenti bianchi) che si opponevano all'integrazione. Gli adolescenti bianchi cantavano "Due, quattro, sei, otto, non ci integreremo". Elizabeth tentò di entrare nella scuola attraverso la folla, ma le venne negato l'ingresso dai soldati della Guardia Nazionale, su ordine del Governatore dell'Arkansas Orval Faubus.
Alla fine rinunciò e cercò di fuggire a una fermata dell'autobus attraverso la folla di segregazionisti che la circondarono e la minacciarono di linciarla. Una volta che Eckford arrivò alla fermata dell'autobus, non riuscì a smettere di piangere. Un giornalista, Benjamin Fine, pensando alla propria figlia di 15 anni, si sedette accanto a Eckford. Cercò di confortarla e le disse: "non lasciare che ti vedano piangere". Venne anche protetta da una donna bianca di nome Grace Lorch che la scortò su un autobus della città.

Il piano originale prevedeva l'arrivo insieme dei nove ragazzi ma quando il luogo dell'incontro venne cambiato la sera prima la mancanza di un telefono lasciò Elizabeth disinformata del cambiamento. Le istruzioni erano state date da Daisy Bates, una convinta attivista per la desegregazione, affinché i nove studenti la aspettassero in modo che tutti potessero camminare insieme all'ingresso posteriore della scuola. Questo cambiamento dell'ultimo minuto ha fatto sì che Elizabeth fu la prima e prese un percorso diverso verso la scuola camminando fino all'ingresso principale completamente da sola. Anche se Elizabeth Eckford sarebbe stata conosciuta come membro dei Little Rock Nine, a quel punto della giornata scolastica era sola, rendendola la prima studentessa afroamericana ad entrare una scuola superiore meridionale bianca. La famiglia di Elizabeth Eckford non fu informata dell'incontro e non sapeva che il consiglio scolastico chiedeva ai genitori di accompagnarla. Inoltre Eckford prese un autobus pubblico da sola, fino alla scuola segregata. Eckford ha così descritto la sua esperienza: 

Per le seguenti due settimane i Little Rock Nine rimasero a casa a studiare invece di andare alla Little Rock Central High School. Il presidente Dwight Eisenhower era riluttante a fare qualcosa per la folla o per la rivolta. Eisenhower convocò Orval Faubus, il governatore dell'Arkansas, per intervenire e chiese il ritiro di tutte le truppe dalla High School dopo l'esperienza di Elizabeth Eckford che tentava di entrare nella scuola la prima volta. Il 23 settembre 1957 i Little Rock Nine si avvicinarono di nuovo alla scuola ed Elizabeth Eckford, insieme agli altri otto studenti accompagnati dai poliziotti della città, fu fatta entrare nella scuola superiore attraverso una porta laterale. Una folla di circa 1000 persone circondò di nuovo la scuola mentre gli studenti tentavano di entrare. La reazione del folla è stata descritta come segue: 
Il giorno seguente, il presidente Dwight Eisenhower prese il controllo della Guardia Nazionale dell'Arkansas dal governatore e inviò soldati per accompagnare e proteggere gli studenti a scuola. I soldati sono stati dispiegati nella scuola per l'intero anno scolastico anche se non sono stati in grado di evitare episodi di violenza contro il gruppo all'interno, come ad esempio quando Eckford venne gettata giù da una rampa di scale. Tutte le scuole superiori della città furono chiuse l'anno successivo, quindi Eckford non si diplomò alla Central High School. Tuttavia, seguì dei corsi per corrispondenza e serali ottenendo abbastanza crediti per il diploma di scuola superiore. Nel 1958, Eckford e il resto dei Little Rock Nine furono premiati con la Medaglia Spingarn dalla National Association for the Advancement of Colored People (NAACP), come lo fu la signora Bates.

### Foto
Il calvario pubblico di Elizabeth fu catturato dai fotografi della stampa la mattina del 4 settembre 1957 dopo che le fu impedito di entrare nella scuola dalla Guardia Nazionale dell'Arkansas. Una fotografia drammatica di Johnny Jenkins (UPI) mostrava che la ragazza veniva seguita e minacciata da una folla bianca e arrabbiata. Questa e altre foto degli eventi sorprendenti della giornata sono state fatte circolare negli Stati Uniti e nel mondo dalla stampa.
La foto più famosa dell'evento è stata scattata da Will Counts dell'Arkansas Democrat. La sua immagine è stata scelta all'unanimità per il Premio Pulitzer del 1958 ma poiché la storia aveva già fatto ottenere all'Arkansas Gazette altri due Premi Pulitzer, il Premio è stato assegnato ad un altro fotografo. Una foto diversa di Will Counts che raffigurava Alex Wilson, un reporter nero per il Memphis Tri-State Defender mentre veniva picchiato dalla folla inferocita a Little Rock lo stesso giorno, è stata scelta come "News Picture of the Year" del 1957 dalla National Press Photographers Association. Questa immagine di Counts ha spinto il presidente Dwight Eisenhower a inviare truppe federali a Little Rock.

## Dopo l'attivismo
Eckford venne accettata dal Knox College in Illinois, ma lo lasciò tornando a stare vicino alla sua famiglia a Little Rock. Successivamente frequentò il Central State University in Wilberforce, dove conseguì una laurea in storia.
Eckford ha servito nell'Esercito degli Stati Uniti per cinque anni, prima come addetta alle paghe e poi come specialista dell'informazione. Ha anche scritto per il Fort McClellan (Alabama) e il Fort Benjamin Harrison (Indiana). Successivamente ha lavorato come cameriera, insegnante di storia, assistente sociale, intervistatrice per il collocamento e giornalista militare. Oggi è una addetta alla sorveglianza di persone in libertà provvisoria a Little Rock.
Nel 1997 ha condiviso il premio Father Joseph Biltz, presentato dalla National Conference for Community and Justice, con Hazel Bryan Massery, una studentessa allora segregazionista della Central High School che apparve in molte delle fotografie del 1957 mentre urlava alla giovane Elizabeth. Durante gli incontri di riconciliazione del 1997 le due donne hanno fatto insieme dei discorsi. Ma in seguito la loro amicizia si sciolse perché secondo Eckford: "Voleva che io mi sentissi meno a disagio in modo che non si sentisse responsabile". Nel 1999 il presidente Bill Clinton ha assegnato il premio civile più alto della nazione, la Medaglia d'oro del Congresso, ai membri del Little Rock Nine.
La mattina del 1º gennaio 2003 uno dei due figli di Eckford, Erin Eckford, 26 anni, fu ucciso a colpi di arma da fuoco dalla polizia di Little Rock. L'Arkansas Democrat-Gazette riferì che i poliziotti avevano tentato di disarmarlo con dei proiettili di gomma dopo che lui aveva sparato diversi colpi dal suo fucile. Quando Eckford ha sparato contro di loro, gli agenti di polizia gli hanno sparato. Sua madre temeva che la sua morte fosse un "suicidio da parte della polizia". Erin, disse, aveva sofferto di un disturbo mentale ma non prendeva la medicina prescritta da diversi anni. Il giornale in seguito ha riferito che i pubblici ministeri che indagavano sulla sparatoria avevano deciso che gli agenti di polizia erano giustificati nello sparare a Eckford.

## Nella cultura di massa
Nel 1993 l'attrice Lisa Marie Russell ha interpretato Eckford nel film di Disney Channel The Ernest Green Story.